# The Very Best of Deep Purple
The Very Best of Deep Purple – jednopłytowa składanka zespołu Deep Purple wydana 9 maja 2000. Album zawiera utwory zespołu z okresów MK I, MK II i MK III. Ta kompilacja ma być jednodyskową alternatywą bardziej obszernego wydania – 4-płytowego albumu Shades 1968–1998. Wszystkie utwory poddane obróbce cyfrowej przeznaczone były do wydania na obydwu albumach.
Album w gruncie rzeczy jest nową wersją poprzedniej kompilacji Deepest Purple wydanej w roku 1980, z trzema dodatkowymi utworami: dwoma ze składu MK I i jednym z MK IIb. Płyta pomija utwory nagrane w składzie MK IV i prezentuje trochę inne wersje kilku utworów.

## Lista utworów
Wszystkie, z wyjątkiem opisanych skomponowali Blackmore/Gillan/Glover/Paice/Lord. 
| 1.  | "Hush" (Joe South)                                     | 4:26    |
|     |                                                        |         |
| 2.  | "Kentucky Woman" (wersja singlowa) (Neil Diamond)      | 4:14    |
|     |                                                        |         |
| 3.  | "Black Night"                                          | 3:27    |
|     |                                                        |         |
| 4.  | "Speed King" (wersja amerykańska)                      | 4:21    |
|     |                                                        |         |
| 5.  | "Child in Time"                                        | 10:19   |
|     |                                                        |         |
| 6.  | "Strange Kind of Woman"                                | 4:02    |
|     |                                                        |         |
| 7.  | "Fireball"                                             | 3:24    |
|     |                                                        |         |
| 8.  | "Demon's Eye"                                          | 5:20    |
|     |                                                        |         |
| 9.  | "Highway Star"                                         | 6:09    |
|     |                                                        |         |
| 10. | "Smoke on the Water"                                   | 5:41    |
|     |                                                        |         |
| 11. | "Space Truckin'"                                       | 4:34    |
|     |                                                        |         |
| 12. | "Woman from Tokyo"                                     | 5:49    |
|     |                                                        |         |
| 13. | "Burn" (Blackmore/Coverdale/Paice/Lord)                | 6:01    |
|     |                                                        |         |
| 14. | "Stormbringer" (Blackmore/Coverdale)                   | 4:08    |
|     |                                                        |         |
| 15. | "Knocking at Your Back Door" (Blackmore/Gillan/Glover) | 7:07    |
|     |                                                        |         |
|     |                                                        | 1:19:02 |
|     |                                                        |         |

## Wykonawcy
- Ritchie Blackmore – gitara
- Ian Paice – perkusja
- Jon Lord – instrumenty klawiszowe
- Rod Evans – śpiew w utworach 1-2
- Nick Simper – gitara basowa w utworach 1-2
- David Coverdale – śpiew w utworach 13-14
- Glenn Hughes – gitara basowa, śpiew w utworach 13-14
- Ian Gillan – śpiew
- Roger Glover – gitara basowa